# 洛本塔爾巴赫河

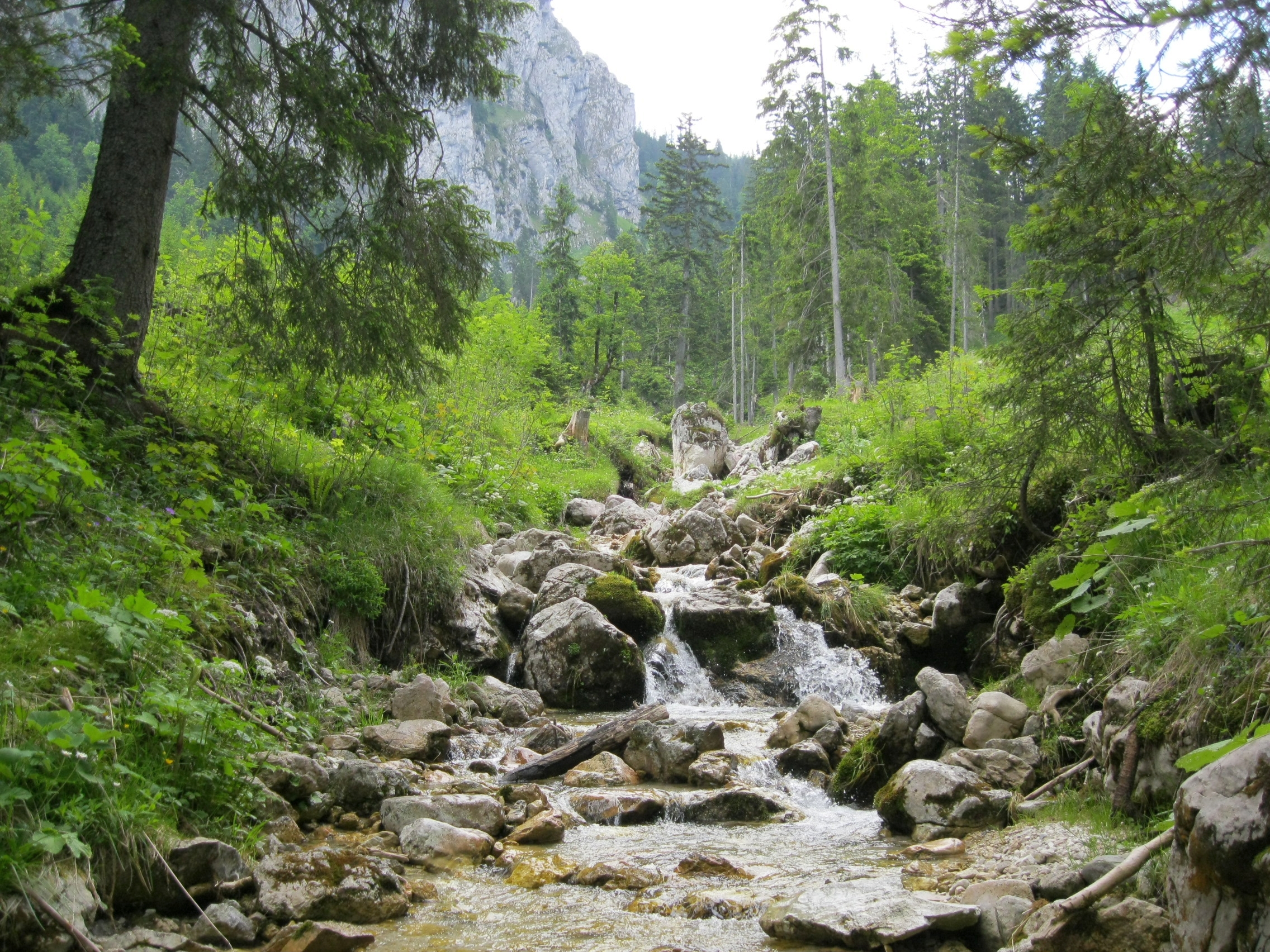

47°36′16″N 10°50′39″E / 47.60444°N 10.84417°E
洛本塔爾巴赫河（德語：Lobentalbach），是德國的河流，位於該國東南部，由巴伐利亞負責管轄，屬於萊希河的支流，河道全長9公里，發源自上施特勞斯貝格山，流經阿默高山脈。